# Lissonota persimilis
Lissonota persimilis är en stekelart som först beskrevs av Cameron 1886.  Lissonota persimilis ingår i släktet Lissonota och familjen brokparasitsteklar. Inga underarter finns listade i Catalogue of Life.